# Élections générales britanniques de 1710
Les élections générales britanniques de 1710 se sont déroulées en Grande-Bretagne du 2 octobre au 16 novembre 1710. Ces élections sont remportées par le Parti tory.